# Johann Jacob Kindt-Kiefer
Johann Jacob Kindt-Kiefer (geboren als Jakob Kindt 20. August 1905 in Dillingen/Saar; gestorben 1978) war ein deutscher Politiker, Publizist und Unternehmer.

## Leben
Jakob Kindt war ein Sohn des Arbeiters Ferdinand Kindt und der Maria Kindt. Nach dem Ersten Weltkrieg lebten sie im Saargebiet. Nach dem Besuch der Elementarschule wurde er Techniker. 1926 wurde er in die Unterprima der Friedrich-Eugen-Oberrealschule in Stuttgart aufgenommen und er erwarb 1929 das Zeugnis der Reife an der Oberrealschule Berlin-Mariendorf. Kindt studierte in Berlin und ab 1934 in Paris und ab 1935 in Zürich. Er wurde 1936 in Geisteswissenschaften promoviert und drei Jahre später auch in Jura. Aus der Zeit seines Studiums an der Sorbonne stammt die Freundschaft zum späteren französischen Ministerpräsidenten Georges Bidault. Während seines Exils in der Schweiz lernte er die Tochter des Schweizer Fabrikanten Hans Kiefer kennen und heiratete sie, sie hatten zwei Kinder. Seit dieser Zeit führte er den Doppelnamen Kindt-Kiefer. 
Kindt-Kiefer gehörte neben Wilhelm Hoegner (späterer Bayerischer Ministerpräsident), Joseph Wirth (ehemaliger Reichskanzler der Zentrumspartei) sowie dem früheren preußischen Ministerpräsidenten Otto Braun (SPD) zum Arbeitskreis „Das demokratische Deutschland“, welcher 1943 ein Memorandum erarbeitete zur zukünftigen Entwicklung von Deutschland nach dem Krieg.
Konrad Adenauer nutzte Kindt-Kiefers Kontakte zu Frankreich, um politische Weichenstellungen in der Berlin-Frage und zum Saarstatut mit den Franzosen zu besprechen.

## Veröffentlichungen (Auswahl)

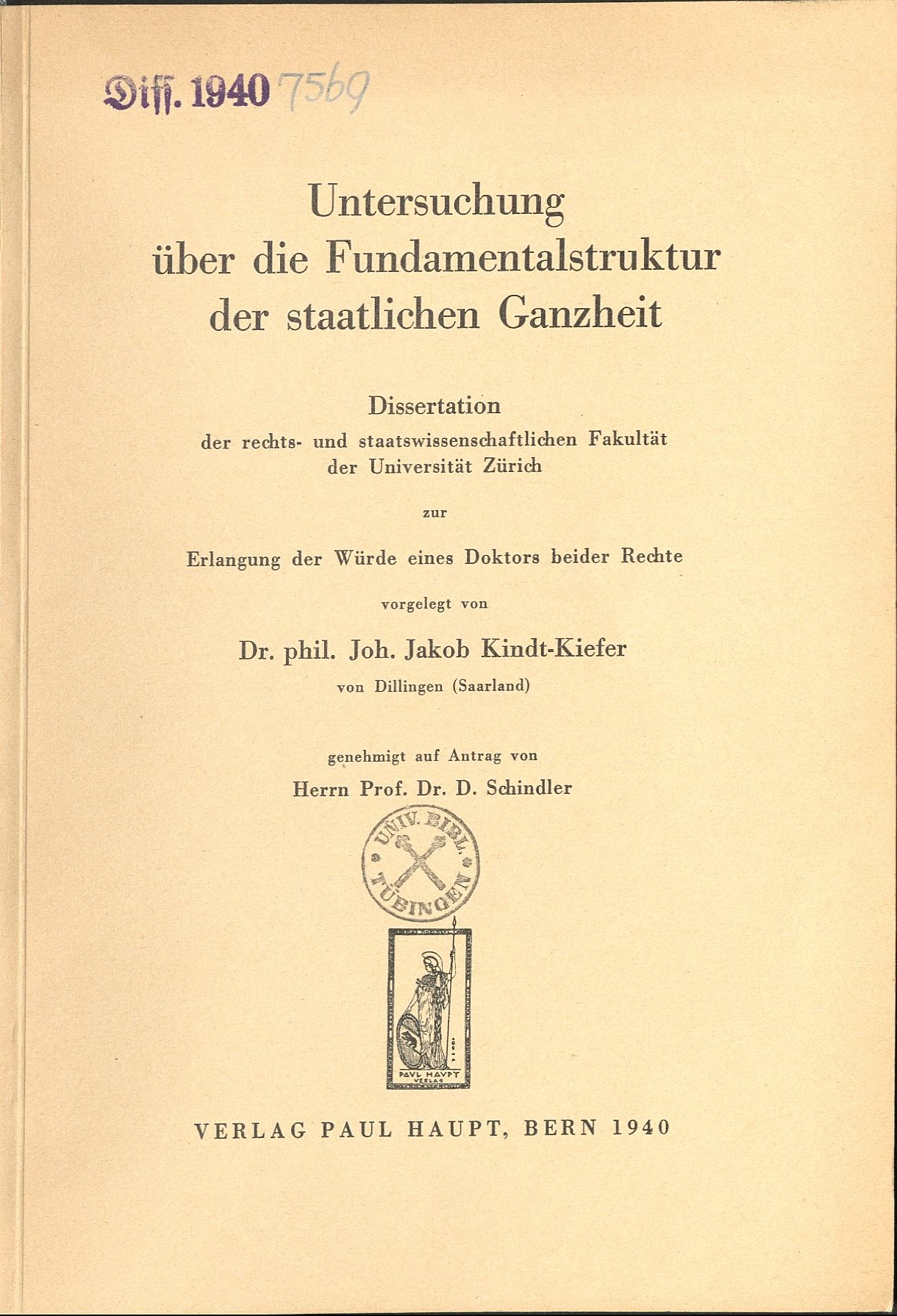
Untersuchung über die Fundamentalstruktur der staatlichen Ganzheit (1940)

- Untersuchung über die Fundamentalstruktur der staatlichen Ganzheit. Bern: Haupt, 1940
- Katholische und protestantische Staatsbegründung, Bern (1940)
- Zur Bindung des Rechtes an das Gewissen: Gerechtigkeit und Freiheit, Haupt (1941)
- Das deutsche Chaos. Eine europäische Frage, Haupt (1946)
- Föderativer Aufbau in Gemeinde, Wirtschaft und Staat. 1. „Eidgenossenschaft“ im neuen Europa, Deutsches Verl.-Haus (1949)
- Der Streit um den Bauhandwerker Jesus als Geistiger Grundlage unseres Zusammenlebens, Haupt (1957)